# Raufoss
Raufoss est le centre administratif de la kommune de Vestre Toten dans le comté d'Innland, en Norvège. Raufoss a le statut de ville depuis 2019. La ville a 7 737 habitants en 2020 et est située à l'extrême-nord de la kommune. Raufoss est nommée d'après la ferme Raufossen (Rødfossen), qui aurait été défrichée avant la pandémie de peste noire du XIVe siècle.
Le nom est probablement lié au vieux norrois rauði qui signifie "tourbière de minerai" et s'accorde bien avec la présence de nombreux marais dans la région.

## Histoire d'une ville industrielle
En 1854, une forge est construite sur la rive Est de la rivière Hunnselva, au sud de la ferme de Raufoss. Cet établissement, relativement important pour l'époque et les environs, marque le début d'une aventure industrielle d'importance nationale et emploie des forgerons suédois dont Ole Erikson venu de Dalécarlie. Elle produit principalement des faux et reste en activité jusqu'en 1879.
La ferme de Raufoss est vendue en 1868 à un partenariat (interessentskap), et une usine d'allumettes, Rødfos Tændstikfabrik, est construite en 1872 au nord de la ferme, sur la rive Ouest de l'Hunnselva. Trois immeubles destinés à loger les ouvriers sont alors construits sur les terrains de la ferme. L'un d'eux est préservé au Toten Økomuseum à Stenberg, plus loin à l'est de la commune.
L'État acquiert l'usine d'allumettes en 1895 et lance la production de cartouches à Rødfos Patronfabrikk en 1896. Les réserves nationales de munitions sont alors déménagées de Kristiania (Oslo) à Raufoss, apportant de nombreux employés avec elles. La principale route reliant Oslo au Vestoppland (Riksvei 4) passe par Raufoss depuis les années 1880 et la ligne de Gjøvik relie Raufoss à Oslo depuis 1901.
Le quartier de Tollerud sur la rive Ouest se forme entre 1907 et les années 1950 autour d'un lieu-dit du même nom et auparavant affermé. Le quartier de Vestrumenga, nommé d'après la ferme de Vestrum et situé sur la rive Est au nord de l'usine d'allumettes est aménagé à partir de 1910. Le quartier de Grimås, situé au niveau de l'usine d'allumettes, mais toujours sur la rive Est est bâti à partir de 1915.
En raison de la croissance de la population, les revendications en faveur d'une église luthérienne propre à Raufoss se firent de plus en plus fortes. L'église de Raufoss fut ainsi consacrée en 1939, à la place d'une petite chapelle funéraire de 1898. La paroisse baptiste dispose de sa propre église à Raufoss depuis 1927.
Dans son livre "Fars Krig", Bjørn Westlie décrit comment la production de munitions a continué à Raufoss après l'invasion de la Norvège par l'Allemagne nazie, au profit de l'occupant. Cette collaboration avait alors le soutien des syndicats.
À partir des années 1960, les usines de munitions de Raufoss (Raufoss Ammunisjonsfabrikker, RA) se diversifient dans la production de pièces automobiles, qui constituent aujourd'hui la majeure partie des activités de parc industriel de Raufoss. La motocyclette Raufossmopden y est assemblée de 1958 à 1962.
Le quartier de Vassfaret au sud-ouest du centre-ville est aménagé à partir de 1950 tandis que le lotissement de Lønnberget à proximité des installations de saut à ski au sud-ouest des usines, et le lotissement d'Åkersve au nord de Vestrumenga, sur la rive Est datent des années 1980.

## Transports
La riksvei 4 relie Raufoss à Oslo via Jaren et Roa au sud, ainsi qu'à la route européenne E6 via Gjøvik au nord. Elle passait autrefois par le centre-ville et le surchargeait, notamment en raison d'un important trafic de poids-lourds. Une déviation passant à l'est de la ville a été inaugurée en 2006.
La gare de Raufoss est la dernière gare avant le terminus Gjøvik sur la ligne de Gjøvik. Elle est desservie par les trains R30 et R30X.

## Écoles

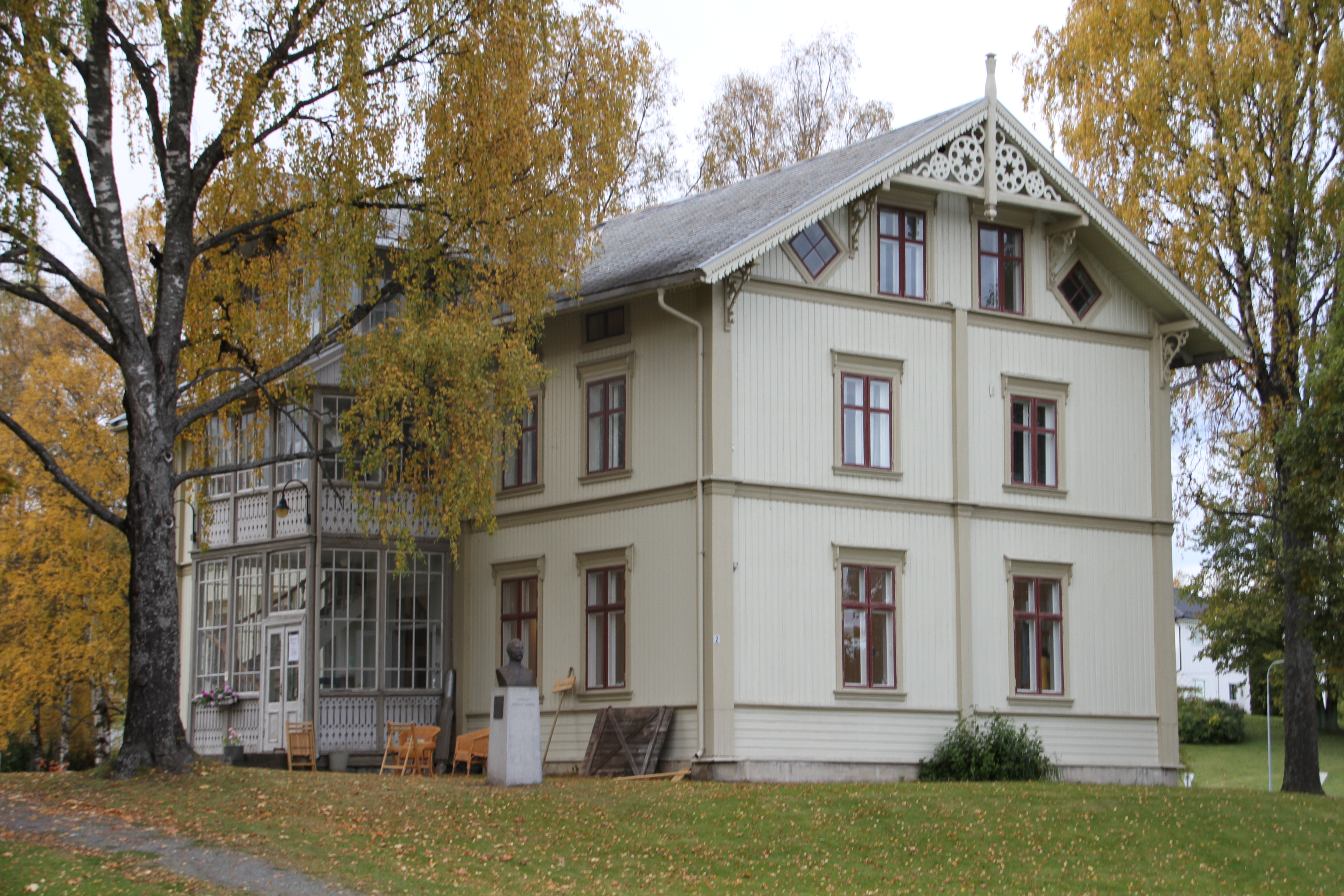
Ferme de Raufoss

Raufoss compte deux écoles élementaires: celles de Raufoss et Korta, un collège et un lycée.

## Attractions
- Le stade de Raufoss accueille l'équipe sportive de Raufoss, fondée en 1917. L'équipe de football masculine a atteint en 2007 la deuxième division.
- La ferme de Raufoss a servi pendant 50 ans comme bâtiment de direction pour l'usine de munitions et abrite aujourd'hui le centre culturel de Raufoss[3].
- Le sentier culturel le long de la rivière Hunnselva retrace l'histoire industrielle de Raufoss et comporte une reconstruction de la forge[3].
- Le centre de saut de Lønnberg dont le plus haut tremplin a un point K à 90 mètres.

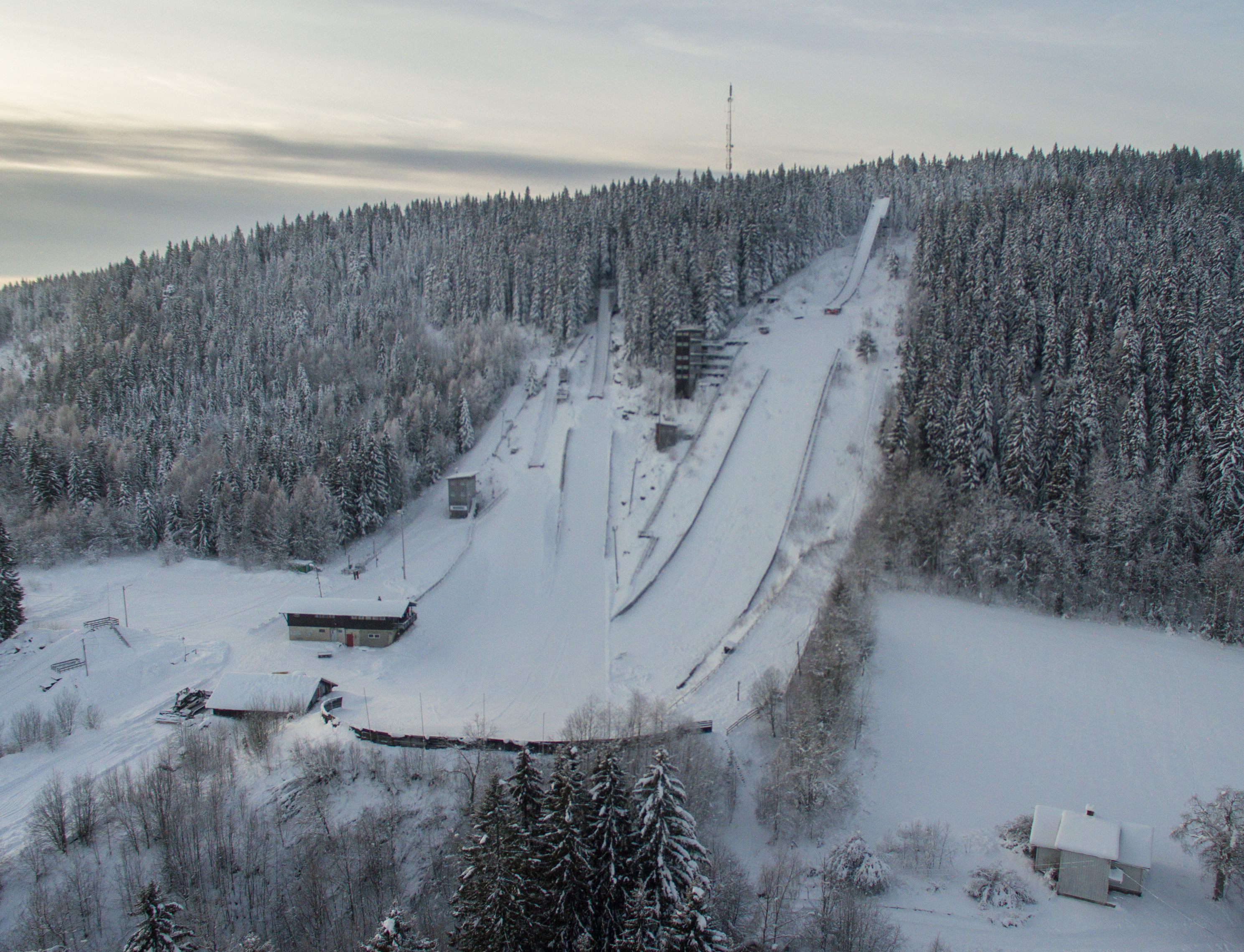
Centre de saut à ski Lønnberg

## Personnalités liées à Raufoss
- Halfdan Hegtun, journaliste et homme politique
- John Ertzgaard, athlète
- Jan Einar Johnsen, musicien
- Trond Nagell Dahl, musicien
- Geir Wentzel, musicien
- Ronni Le Tekrø, musicien
- Bente Nordby, footballeuse
- Knut Kristofersen, auteur
- Dag Stokke, musicien
- Svein Grøndalen, footballeur
- Pål Strand, footballeur